# L. Athira Krishna
L. Athira Krishna   (segle XX) és una violinista india. Té el rècord mundial Guinness pel seu concert en solitari de violí carnàtic de 32 hores de durada. És una dels ambaixadors culturals més joves de l'Índia.

## Primers anys
Procedent d'una família musical a Kerala, un dels seus avantpassats va ser Vidwan Shri Gopala Pillai, un músic que pertanyia a la reconeguda tradició Tanjore de la música carnàtica.
Krishna és la filla de K. C. Krishna Pillai i S. Leela Kurup. Va tenir una formació intensiva sota el seu avi Sangitha Vidwan. Va mostrar talent musical fins i tot de petita, quan repetia frases musicals i sentia cantar el seu pare.

## Carrera
Krishna va passar al violí de vocal als vuit anys i aviat va ser aclamada com a infant prodigi. Va començar a actuar com a solista de violí carnàtic a partir dels 9 anys. Popularment va ser considerada la "princesa del violí indi" i honorada per l'antiga primera dama de l'Índia Usha Narayanan com "La joia musical de l'Índia", ha representat el clàssic indi música a festivals internacionals de música.
Krishna va ser convidada dues vegades a actuar al Rashtrapati Bhavan, la residència oficial del president de l'Índia. [2001] El 2001, quan era un nena prodigi que representava la música clàssica índia, va representar una presentació en paper sobre "El violí a la música clàssica del sud de l'Índia". per a la prestigiosa Assemblea Internacional de la Infància celebrada a Nova Delhi. El 2002 va presentar una "Nit de la Música Mundial" temàtica única que incorpora gèneres musicals de més de 20 nacions per a les celebracions del Mil·lenni a Kazakizhtan durant tot l'any.
El 2003, Krishna va entrar al Llibre Guinness dels rècords mundials pel seu concert de violí clàssic de 32 hores de durada sense parar dedicat a la pau i l'harmonia mundial. Amb el títol de "Nadhabrahma", aquest era també un homenatge al seu eminent avi. També ocupa un lloc al Llibre dels Rècords de Limca per la mateixa gesta. Va ser una de les ponents més joves de la secció de demostració de conferències del festival intern MuSIC a Rússia sobre el tema "El violí a la música clàssica índia". El 2005 va ser convidada per l'alcalde de Menden, Alemanya, per actuar al festival internacional de música "Jazz Meets Classics". També es va convertir en la primera música clàssica indi que va actuar a l'església mil·lenària de Kaiserwerth, a Alemanya.
El 2005, Krishna va ser convidada a donar el concert inaugural de la celebració del 74è aniversari del president de l'Índia, A.P.J. Abdul Kalam